# Piotr Pevensie

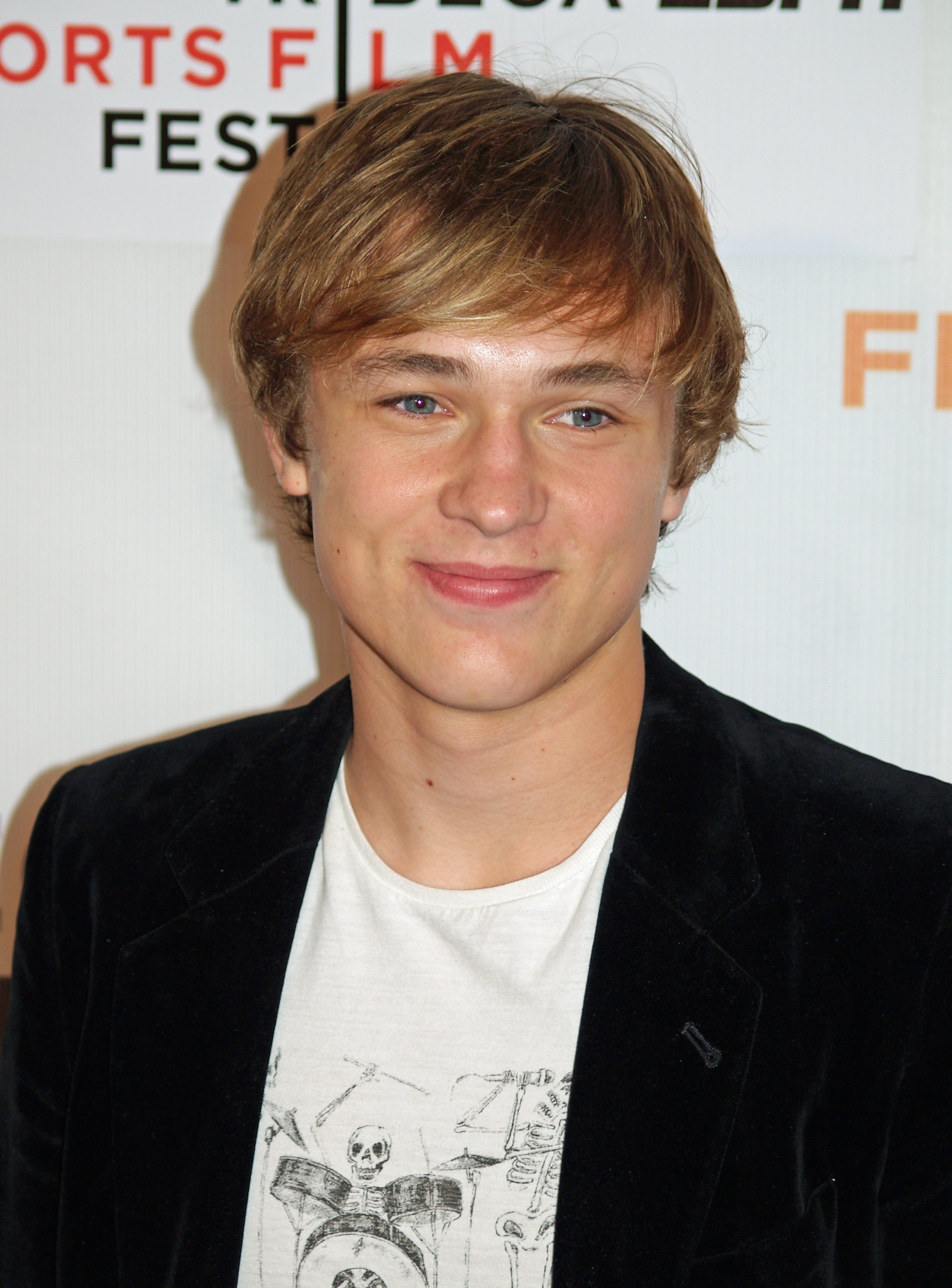
Aktor grający rolę Piotra Pevensie'ego

Piotr Pevensie – postać wymyślona przez Clive’a Staplesa Lewisa, występująca w książkach (Opowieści z Narnii) Lew, czarownica i stara szafa, Książę Kaspian, Koń i jego chłopiec oraz w Ostatniej bitwie. Najstarszy z rodzeństwa Pevensie. W tych książkach był królem Narnii zwanym Piotrem Wspaniałym.

## Lew, czarownica i stara szafa
Piotr, Zuzanna, Edmund i Łucja dostają się do Narnii przez starą szafę. Tam dowiadują się o przepowiedni związanej z ich przybyciem. Gdy Edmund ucieka do Białej Czarownicy, dzieci idą razem z bobrami do Aslana. Podczas rozmowy Piotra z Aslanem, wilk Maugrim atakuje Zuzannę. Zostaje zabity przez Piotra. Ponieważ Aslan oddał życie za Edmunda, Piotr dowodzi jego armią w walce z Białą Czarownicą. Podczas walki dochodzi do pojedynku między Piotrem a Czarownicą. Jednak Czarownicę zabija Aslan. Po walce dzieci zostają koronowane. Piotr, jako najstarszy ma też władzę nad rodzeństwem. Podczas polowania na Białego Jelenia dzieci wracają do naszego świata przez szafę.

## Książę Kaspian
Piotr i jego rodzeństwo zostają ściągnięci do Narnii przez magiczny róg, który Zuzanna zgubiła podczas polowania na Białego Jelenia. Pojawiają się w ruinach Ker-Paravelu. Ratują karła Zuchona przed Telmarami. On opowiada im historię księcia Kaspiana. Razem wyruszają do jego obozu. Piotr pisze wyzwanie na pojedynek do Miraza. Podczas pojedynku Miraz potyka się. Zabija go podstępnie jeden z jego baronów, Podlizar. Piotr walczy przy pomocy Narnijczyków z Telmarami. Jako pierwszy ginie z jego ręki baron Sobiepan. Po walce Aslan odsyła dzieci do domu. Mówi Piotrowi i Zuzannie, że oni już do Narnii nie wrócą. Co kilka lat później okazuje się dla Piotra nieprawdą.

## Podróż „Wędrowca do Świtu”
Piotr w domu profesora Kirke przygotowuje się do egzaminów. Nie występuje w książce.

## Koń i jego chłopiec
Piotr wyrusza, żeby walczyć z olbrzymami z północy. Nie występuje w książce.

## Ostatnia bitwa
Aslan przenosi do Narnii Piotra i Edmunda stojących na stacji na sekundę przed wypadkiem kolejowym. Trafiają do stajni, która okazuje się wejściem do krainy Aslana. Trafiają też tam: Łucja, Digory, Pola, Julia i Eustachy. Zostają w krainie Aslana na zawsze.
Zdarza się w „Ich Świecie” wypadek kolejowy, w którym giną, a Narnia okazuje się dla nich „Krainą Wieczności”, czyli „Rajem”. Tam spotykają wcześniejszych mieszkańców krain i żyją długo i szczęśliwie.